# Polyederprojectie
Een polyederprojectie is de kaartprojectie van de hele wereld op een veelvlak. Veelvlak en polyeder zijn synoniem. Door het veelvlak langs een aantal ribben los te knippen kan deze tot een platte kaart worden uitgelegd.
Andere onderbroken projecties:
- Projectie van Goode
- Universele transversale mercatorprojectie